# Gnomulus annamiticus
Espèce
Gnomulus annamiticus est une espèce d'opilions laniatores de la famille des Sandokanidae.

## Distribution
Cette espèce est endémique de la province de Thừa Thiên Huế au Viêt Nam. Elle se rencontre dans le parc national de Bạch Mã.

## Description
Le mâle holotype mesure 6,18 mm, le mâle paratype 6,27 mm et la femelle paratype 7,06 mm.

## Systématique et taxinomie
Cette espèce a été décrite par Schwendinger et Martens en 2006.

## Étymologie
Son nom d'espèce lui a été donné en référence au lieu de sa découverte, l'Annam.

## Publication originale
- Schwendinger et Martens, « A taxonomic revision of the family Oncopodidae V. Gnomulus from Vietnam and China, with the description of five new species (Opiliones, Laniatores) », Revue Suisse de Zoologie, vol. 113, no 3,‎ 2006, p. 595-615 (lire en ligne).